# Sergio Fantoni
Sergio Fantoni (n. 7 august 1930, Roma, Regatul Italiei – d. 17 aprilie 2020, Roma, Italia) a fost un actor italian.

## Biografie
S-a născut la Roma, ca fiu al actorului Cesare Fantoni (1905-1963). A început să joace în filme de la sfârșitul anilor 1940, în principal în filme italiene, dar a avut mai multe apariții în filmele americane din anii 1960, jucând alături de Frank Sinatra în filmul de război Von Ryan's Express, realizat în 1965. În 1960 l-a interpretat pe ticălosul vizir Haman în Esther and the King, cu Joan Collins și Richard Egan în rolurile titulare. A jucat în numeroase filme TV, apărând alături de Anglo-italiană actrița anglo-italiană Cherie Lunghi în serialul The Manageress.

## Filmografie selectivă
- Anthony of Padua (1949) - un cavaler
- Legend of Love (1950)
- The Lion of Amalfi (1950) - Ruggero
- Le meravigliose avventure di Guerrin Meschino (1952)
- Captain Phantom (1953) - ofițer secund
- Senso (1954) - Luca
- Il principe dalla maschera rossa (1955)
- Io sono la primula rossa (1955) - lordul Sheridan
- Nella città l'inferno (1959) - judecătorul de instrucție (necreditat)
- Ercole e la regina di Lidia (1959) - Eteocles
- Caterina Sforza, la leonessa di Romagna (1959) - Giacomo Feo
- La notte del grande assalto (1959) - Marco da Volterra
- The Giant of Marathon (1959) - Teocrito
- The Employee (1960) - Sergio
- Era noapte la Roma (Era notte a Roma, 1960) - Don Valerio
- Seddok, l'erede di Satana (1960) - Pierre Mornet
- I Delfini (1960) - dr. Mario Corsi
- Esther and the King (1960) - Haman
- Il peccato degli anni verdi (1960) - soțul Giuliei
- Ucigașul plătit (1961) - Riccardo
- Gioventù di notte (1961) - comisarul
- Man nennt es Amore (1961) - Fabrizio
- Pigeon Shoot (1961) - Nardi
- Morte di un bandito (1961) - Michele Galardo
- Il giorno più corto (1962) - (necreditat)
- Ten Italians for One German (1962) - Gilberto di San Severino
- Catherine of Russia (1963) - Orloff
- Kali Yug: Goddess of Vengeance (1963) - Ram Chand
- Il mistero del tempio indiano (1963) - Ram Chand
- The Prize (1963) - dr. Carlo Farelli
- High Infidelity (1964) - Luigi (segmentul „La Sospinosa”)
- Corpse for the Lady (1964) - Commisario
- Expresul colonelului von Ryan (Von Ryan's Express, 1965) - Capt. Oriani
- Do Not Disturb (1965) - Paul
- What Did You Do in the War, Daddy? (1966) - cpt. Oppo
- Diabolically Yours (1967) - Freddie
- Hornets' Nest (1970) - Von Hecht
- Sacco și Vanzetti (Sacco e Vanzetti, 1971) - consulul Giuseppe Andrower (necreditat)
- Bad Man's River (1971) - colonelul Enrique Fierro
- The Bloody Hands of the Law (1973) - Musante
- Una chica y un señor (1974) - El Señor
- Le Hasard et la Violence (1974) - inspectorul Tanner
- E cominciò il viaggio nella vertigine (1974) - Andrei
- L'inconveniente (1976)
- Si elle dit oui... je ne dis pas non (1983) - Carniato
- The Belly of an Architect (1987) - Io Speckler
- Private Affairs (1988)
- Per non dimenticare (1992)
- The Accidental Detective (2003) - Baroni (ultimul rol în film)

## Legături externe
- Sergio Fantoni la Internet Movie Database